# Lutas nos Jogos Olímpicos de Verão da Juventude de 2010 - Livre até 76 kg masculino
A competição da categoria até 76 kg masculino da luta livre nos Jogos Olímpicos de Verão da Juventude de 2010 foi disputada no dia 17 de agosto no Centro Internacional de Convenções, em Cingapura. Um total de oito lutadores participou deste evento, limitado a atletas com peso corporal inferior a 76 quilogramas. Ao contrário dos Jogos Olímpicos de Verão, nos Jogos da Juventude foi distribuída apenas uma medalha de bronze por categoria.

## Medalhistas
| Ouro   | TUR Resul Kalayci    |
| Prata  | USA Jordan Rogers    |
| Bronze | UZB Dierbek Ergashev |

## Resultados
Os lutadores competiram entre si dentro das duas chaves. Os primeiros colocados de cada chave disputaram o ouro e os segundos colocados o bronze.

### Preliminares

#### Grupo A
| Pos | Atleta                | PC | PT | L | V | D |
| --- | --------------------- | -- | -- | - | - | - |
| 1   | USA Jordan Rogers     | 11 | 30 | 3 | 3 | 0 |
| 2   | EGY Amr Ali           | 9  | 23 | 3 | 2 | 1 |
| 3   | BEN Victorin Kouagou  | 4  | 11 | 3 | 1 | 2 |
| 4   | GUM Christopher Aguon | 0  | 0  | 3 | 0 | 3 |

| USA Jordan Rogers    | 4-0 | BEN Victorin Kouagou  | (PT: 7-0)  |
| EGY Amr Ali          | 4-0 | GUM Christopher Aguon | (PT: 13-0) |
| USA Jordan Rogers    | 3-1 | EGY Amr Ali           | (PT: 10-7) |
| BEN Victorin Kouagou | 4-0 | GUM Christopher Aguon | (PT: 11-0) |
| USA Jordan Rogers    | 4-0 | GUM Christopher Aguon | (PT: 13-0) |
| BEN Victorin Kouagou | 0-4 | EGY Amr Ali           | (PT: 0-3)  |

#### Grupo B
| Pos | Atleta                 | PC | PT | L | V | D |
| --- | ---------------------- | -- | -- | - | - | - |
| 1   | TUR Resul Kalayci      | 10 | 28 | 3 | 3 | 0 |
| 2   | UZB Dierbek Ergashev   | 7  | 16 | 3 | 2 | 1 |
| 3   | BLR Aliaksandr Hushtyn | 5  | 16 | 3 | 1 | 2 |
| 4   | CAN Dalton Webb        | 2  | 2  | 3 | 0 | 3 |

| UZB Dierbek Ergashev   | 1-3 | TUR Resul Kalayci      | (PT: 1-3)  |
| BLR Aliaksandr Hushtyn | 3-1 | CAN Dalton Webb        | (PT: 13-1) |
| UZB Dierbek Ergashev   | 3-1 | BLR Aliaksandr Hushtyn | (PT: 6-2)  |
| TUR Resul Kalayci      | 3-1 | CAN Dalton Webb        | (PT: 10-1) |
| UZB Dierbek Ergashev   | 3-0 | CAN Dalton Webb        | (PT: 9-0)  |
| TUR Resul Kalayci      | 4-1 | BLR Aliaksandr Hushtyn | (PT: 15-1) |

### Fase final

#### Disputa pelo 7º lugar
| GUM Christopher Aguon | 0-4 | CAN Dalton Webb | (PT: 0-4) |

#### Disputa pelo 5º lugar
| BEN Victorin Kouagou | 1-4 | BLR Aliaksandr Hushtyn | (PT: 3-11) |

#### Disputa pelo bronze
| EGY Amr Ali | 0-3 | UZB Dierbek Ergashev | (PT: 0-3) |

#### Final
| USA Jordan Rogers | 0-4 | TUR Resul Kalayci | (PT: 3-6) |

## Classificação final
| Pos.              | Atleta                 |
| ----------------- | ---------------------- |
| Medalha de ouro   | TUR Resul Kalayci      |
| Medalha de prata  | USA Jordan Rogers      |
| Medalha de bronze | UZB Dierbek Ergashev   |
| 4                 | EGY Amr Ali            |
| 5                 | BLR Aliaksandr Hushtyn |
| 6                 | BEN Victorin Kouagou   |
| 7                 | CAN Dalton Webb        |
| 8                 | GUM Christopher Aguon  |